# Aéroport de Lençóis
L'aéroport de Lençóis, aussi appelé aéroport Coronel Horácio de Mattos (code IATA : LEC • code OACI : SBLE) est l'aéroport desservant la ville de Lençóis et le Parc national de la Chapada Diamantina au Brésil. 

## Historique
Il est nommé d'après Horácio Queiróz de Mattos (1882-1931), un homme politique qui a lutté contre l'insurrection de Prestes entre 1925 et 1927.

## Compagnies aériennes et destinations
| Compagnies              | Destinations                              |
| ----------------------- | ----------------------------------------- |
| Azul Brazilian Airlines | Belo Horizonte-Confins, Salvador da Bahia |